# Cécile Breccia
Pour les articles homonymes, voir Breccia.
Cécile Breccia est une actrice franco-italienne née à Paris.

## Biographie
Cécile Breccia (prononcé Brèctchya) est italienne par son père (il est réalisateur de documentaires spécialisés dans l’histoire) et française par sa mère (elle est comédienne et artiste-peintre) ; elle est née à Paris.
À l'âge de 8 ans, elle commence des cours de théâtre en anglais et plus tard elle étudie le métier d'artiste au Cours Florent.
À 18 ans, elle joue dans plusieurs courts-métrages,
Elle a posé dans Vogue Italia, photographiée par Ellen von Unwerth.
En 2005, elle joue dans son premier long-métrage, Président, durant une courte scène de nu.
Elle est mariée avec l'acteur australien Jason Clarke.

## Filmographie
- 2007 : La colline a des yeux 2 de Martin Weisz : Femme enceinte
- 2007 : Cliente de Josiane Balasko : Nouvelle femme
- 2007 : 99 francs de Jan Kounen : Mannequin photo
- 2008 : Starship Troopers 3 de Edward Neumeier : Lt. Link Manion
- 2009 : Cyprien de David Charhon : Gina McQueen
- 2009 : Le Missionnaire de Roger Delattre : Sandy